# Heizei
Heizei, född 773, död 824, var regerande kejsare av Japan mellan 806 och 809.